# Майрановский, Григорий Моисеевич
Григо́рий Моисе́евич Майрано́вский (1899, Батум, Кутаисская губерния, Российская империя — 1964, Махачкала, Дагестанская АССР, РСФСР, СССР) — руководитель токсикологической лаборатории органов НКВД СССР-МГБ СССР (1937—1951), полковник медицинской службы (1943), доктор медицинских наук, профессор (1943).

## Биография
В 1917 году поступил в Тифлисский медицинский институт (вероятнее, поступил в 1918 году на медицинский факультет вновь организованного Тбилисского университета), где стал членом еврейской социалистической организации «Бунд». Переехав в Баку, продолжил обучение в Бакинском университете. В 1920 году вступил в РКП(б).

### В системе Наркомздрава
С 1922 года — в Москве, где окончил обучение на медицинском факультете 2-го МГУ (1923), работал врачом, ассистентом университетской кафедры, заведующим амбулаторией. По совместительству подрабатывал в Биохимическом институте, руководство которого, заметив способности и интересы Майрановского, предложило ему должность заведующего токсикологическим отделением Центрального санитарно-химического института Наркомздрава СССР.
В 1935 году Майрановский возглавил токсикологическую лабораторию Всесоюзного института экспериментальной медицины, где его исключили из ВКП(б) «за развал работы спецлаборатории и попытку получить доступ к секретным сведениям». Однако Майрановский написал жалобу в ЦКК, где решение партийного комитета ВИЭМа было отменено. Вернулся в Центральный санитарно-химический институт Наркомздрава на должность заведующего организационно-плановым отделом.

### В органах госбезопасности
С лета 1937 года — в 12-м Отделе ГУГБ НКВД СССР.
В составе этого отдела с 1937 по 1951 год руководил токсикологической лабораторией («Лабораторией-X») — специальным подразделением, занимавшимся исследованиями в области токсических веществ и ядов.
Майрановский занимался исследованиями влияния смертоносных газов и ядов на злокачественные опухоли. Профессора высоко ценили в медицинских кругах.
Как утверждает в своих мемуарах генерал-лейтенант Судоплатов П. А., Майрановский был переподчинён НКВД вместе со своей исследовательской группой:

В 1937 году исследовательская группа Майрановского из Института биохимии, возглавляемого академиком Бахом, была передана в НКВД и подчинялась непосредственно начальнику спецотдела оперативной техники при комендатуре НКВД — МГБ … Вся работа лаборатории, привлечение её сотрудников к операциям спецслужб, а также доступ в лабораторию, строго ограниченный даже для руководящего состава НКВД — МГБ, регламентировались Положением, утверждённым правительством, и приказами по НКВД — МГБ … Непосредственно работу лаборатории курировал министр госбезопасности или его первый заместитель.

Как стало известно позднее из показаний следствию самого Майрановского и его сотрудников, воздействие различных ядов на человека и способы их применения испытывались в лаборатории на заключённых, приговорённых к высшей мере наказания.
Судоплатов писал:

… проверка, проведённая ещё при Сталине, после ареста Майрановского, а затем при Хрущёве в 1960 году, в целях антисталинских разоблачений, показала, что Майрановский и сотрудники его группы привлекались для приведения в исполнение смертных приговоров и ликвидации неугодных лиц по прямому решению правительства в 1937—1947 годах и в 1950 году, используя для этого яды.

Судоплатов заявляет, что ему известно о четырёх фактах ликвидации таких лиц, в которых Майрановский принял непосредственное участие как исполнитель в 1946—1947 годах (в этих операциях участвовал и сам Судоплатов):
- Шумский А. Я., один из руководителей украинского националистического движения (был репрессирован в 1930-е годы, позднее был освобождён из заключения по состоянию здоровья и находился в ссылке в Саратове, где установил контакты с эмигрантскими организациями и вёл активную пропагандистскую деятельность; Майрановский был направлен в Саратов в составе спецгруппы, после чего Шумский, согласно официальному заключению, скончался в больнице от сердечной недостаточности[10];
- Теодор Ромжа, архиепископ украинской униатской церкви в Ужгороде (его подозревали в сотрудничестве с вооружённым националистическим подпольем, а деятельность его расценивалась как угроза политической стабильности Закарпатья, вошедшего в состав СССР лишь в 1945 году); Майрановский был направлен в Ужгород, где передал ампулу с ядом кураре агенту органов безопасности — медсестре в больнице, где Ромжа находился после автомобильной аварии, — которая и сделала смертельный укол[10];
- Самет (польский еврей, интернированный в 1939 году, занимался в Ульяновске секретными работами по использованию трофейного немецкого оборудования на советских подводных лодках, установил контакты с англичанами и намеревался эмигрировать в Палестину; Майрановский сделал Самету во время профилактического осмотра инъекцию яда кураре)[6];
- Сай Оггинс, американский гражданин, исполнявший задания НКВД за рубежом, арестован в 1938 году по подозрению в двойной игре и приговорён Особым совещанием к восьми годам заключения; в конце войны американские власти на основании обращения его жены пытались добиться его возвращения в США, что могло нанести серьёзный ущерб СССР; в 1947 году Майрановский во время медицинского обследования в тюрьме сделал Оггинсу смертельный укол, после чего Судоплатову и Эйтингону было поручено захоронить тело на еврейском кладбище в Пензе[6].

Судоплатов высказывает предположение, что Майрановский мог быть использован и в ликвидации Рауля Валленберга.

### Научная деятельность
В 1940 году Майрановский защитил на закрытом заседании ученого совета ВИЭМ докторскую диссертацию на тему «Биологическое действие продуктов при взаимодействии иприта с кожей». Оппоненты — А. Д. Сперанский, Г. М. Франк, Н. И. Гаврилов и Б. Н. Тарусов — дали положительные отзывы. Высшая аттестационная комиссия при Комитете по делам высшей школы отклонила решение о присвоении Майрановскому учёной степени доктора медицинских наук и потребовала доработки диссертации.
Однако, в 1943 году по представлению наркома госбезопасности Меркулова В. Н. было возбуждено ходатайство о присвоении Майрановскому учёной степени доктора медицинских наук и звания профессора по совокупности работ без защиты диссертации. В ходатайстве указывалось, что «за время работы в НКВД тов. Майрановский выполнил 10 секретных работ, имеющих важное оперативное значение».

### Конец карьеры. Арест. Следствие. Суд. Заключение
13 декабря 1951 года Майрановский был арестован по так называемому делу врачей. По этому поводу Судоплатов писал:

В 1951 году Майрановский вместе с Эйтингоном, Райхманом, Матусовым и Свердловым были арестованы и обвинены в незаконном хранении ядов, а также в том, что они являются участниками сионистского заговора, цель которого — захват власти и уничтожение высших руководителей государства, включая Сталина.
Рюмину, который возглавлял следствие по этому делу, удалось выбить фантастические признания у Майрановского (он отказался от них в 1958 году) и заместителя начальника секретариата Абакумова Бровермана. Когда в конце 1952 года Рюмин, будучи заместителем министра госбезопасности (министр — Игнатьев С. Д.), был снят с должности, следственная часть не могла представить обвинительное заключение против Майрановского в том виде, как его подготовил Рюмин. Показания начальника токсикологической лаборатории не подкреплялись признаниями врачей, арестованных по делу Абакумова, которые не имели понятия об этой лаборатории.
Никто из арестованных врачей ничего не знал о секретной деятельности Майрановского: он сам проводил эксперименты с ядами на приговорённых к смертной казни в соответствии с установленным правительством и Министерством госбезопасности порядком. Зафиксировать в полном виде признания Майрановского было чересчур рискованно, поскольку он ссылался на указания высших инстанций и полученные им награды. Именно поэтому его дело поступило на рассмотрение во внесудебный орган — Особое совещание при министре госбезопасности … Его оставили в живых и в феврале 1953 года приговорили к десяти годам лишения свободы за незаконное хранение ядов и злоупотребление служебным положением.

Находясь в тюрьме, Майрановский боролся за свою реабилитацию, написал несколько писем на имя министра государственной безопасности Игнатьева С. Д., а позднее — Берии Л. П. Однако, как писал Судоплатов, впоследствии эти письма были использованы следствием против самого Майрановского, а также Берии, Абакумова и Меркулова.
В апреле 1956 года Президиум Верховного Совета СССР в соответствии с докладной запиской в Президиум ЦК КПСС первого заместителя Генерального прокурора Баранова П. В. принял следующее решение:

Учитывая связи Майрановского с разоблачёнными врагами народа Берия и Меркуловым, выполнение им особо доверительных заданий этих лиц и социальную опасность Майрановского как лица, производившего бесчеловечные опыты над живыми людьми, … действие Указа Президиума Верховного Совета СССР от 17 марта 1953 года об амнистии на осуждённого Майрановского Григория Моисеевича не распространять и ограничиться отбытием наказания по вынесенному ему приговору.

После отбытия наказания освободился в декабре 1961 года, попытка реабилитироваться привела к ещё одному аресту.
После освобождения в начале 1962 года Майрановскому было запрещено жить в Москве, Ленинграде и столицах союзных республик. Последние годы жизни он работал в одном из НИИ в Махачкале.
Умер в 1964 году.

## Награды
- Заслуженный работник НКВД (27.04.1940 г.)[14].
- Орден «Знак Почёта» (20.09.1943)
- Орден Красной Звезды (05.11.1944)[14]
- Медаль «Партизану Отечественной войны» 1-й степени[13].

## В культуре
- Бобренев В. А. «Без срока давности», 2004 г.
- «Лаборатория Майрановского» упоминается в повести Рязанова Э. А. Предсказание (фильм, 1993), в образе Майрановского артист Жарков А. Д.
- П. Дашкова «Пакт», 2012 г.